# Athanagild
Athanagild, död 567, visigotisk kung i Spanien. Gift med Gosuinda. Far till Brunhilda och Galswintha.